# Rancon
Rancon település Franciaországban, Haute-Vienne megyében. Lakosainak száma 477 fő (2022. január 1.). Rancon Villefavard, Balledent, Châteauponsac, Droux, Blanzac, Saint-Junien-les-Combes és Saint-Pardoux-le-Lac községekkel határos.

## Népesség
A település népessége az elmúlt években az alábbi módon változott:
| Lakosok száma | 522  | 498  | 508  | 494  | 494  | 488  | 482  | 479  | 477  |
|               | 2013 | 2015 | 2016 | 2017 | 2018 | 2019 | 2020 | 2021 | 2022 |